# Cathédrale de Caltanissetta
La cathédrale de Caltanissetta ou cathédrale Sainte-Marie-la-Nouvelle-et-Saint-Michel-Archange (en italien : cattedrale di Santa Maria la Nova e San Michele Arcangelo), est une église catholique romaine de Caltanissetta, en Italie. Il s'agit de la cathédrale du diocèse de Caltanissetta.

## Présentation
Débutée en 1570, la construction de l'église fut achevé en 1622. Elle comporta dès l'origine trois nefs, se terminant par trois grandes chapelles, celle du centre dédiée à l'Immaculée Conception, celle de gauche au Saint-Sacrement, et celle de droite à saint Michel archange. Les nefs se terminaient avant le transept actuel.
De 1718 à 1720, le peintre flamand Guglielmo Borremans (1672-1744), avec l'aide de son fils Louis, réalisa des fresques sur la voûte et la nef, et peignit le retable du maître-autel, représentant l'Immaculée Conception.
Le 26 juillet 1733, la cathédrale fut consacrée par l'évêque d'Agrigente Lorenzo Gioeni e Cordona, sous le titre de Santa Maria la Nova e San Michele Arcangelo connue auparavant comme Santa Maria la Vetere ou chiesa degli Angeli. 
En 1844, Caltanissetta devenant un évêché, l'église devint cathédrale du diocèse. 
Une partie de la façade et la voûte intérieure, détruites par les bombardements américains en 1943, ont été reconstruites immédiatement après la Guerre, et le transept et le dôme ont également été construits à cette époque.

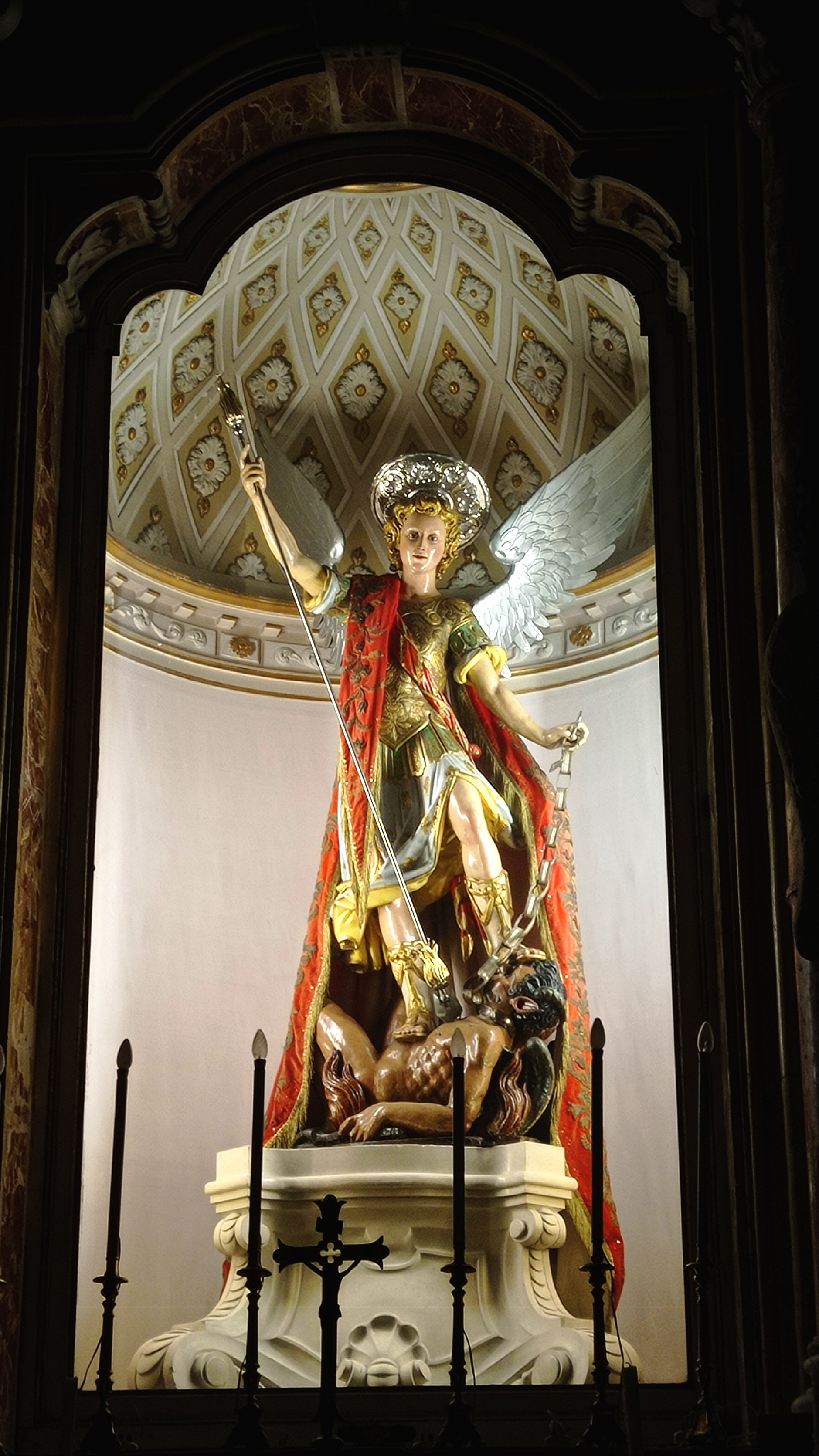
Statue de saint Michel archange.
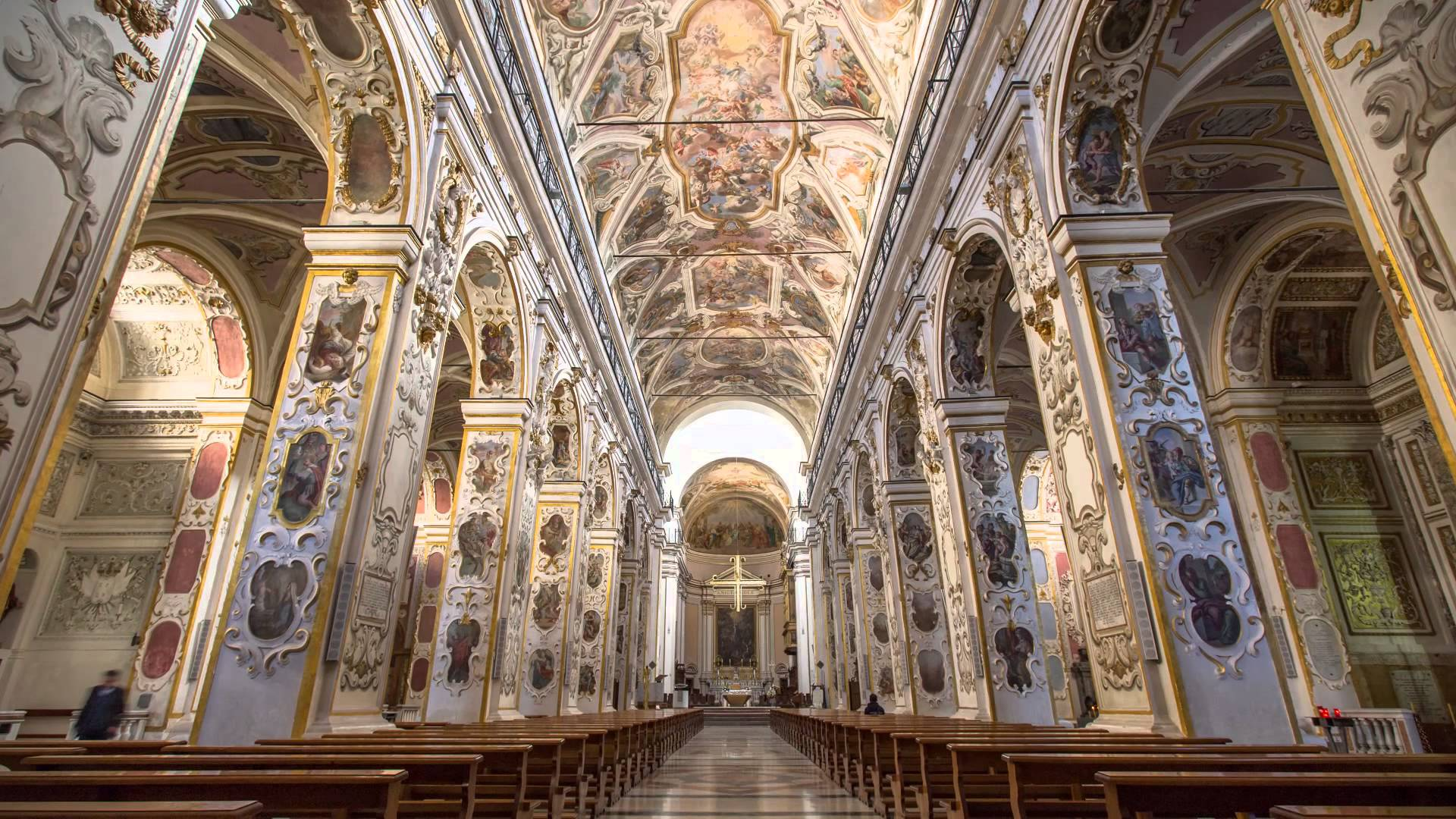
L'intérieur de la cathédrale décorée de ses fresques.
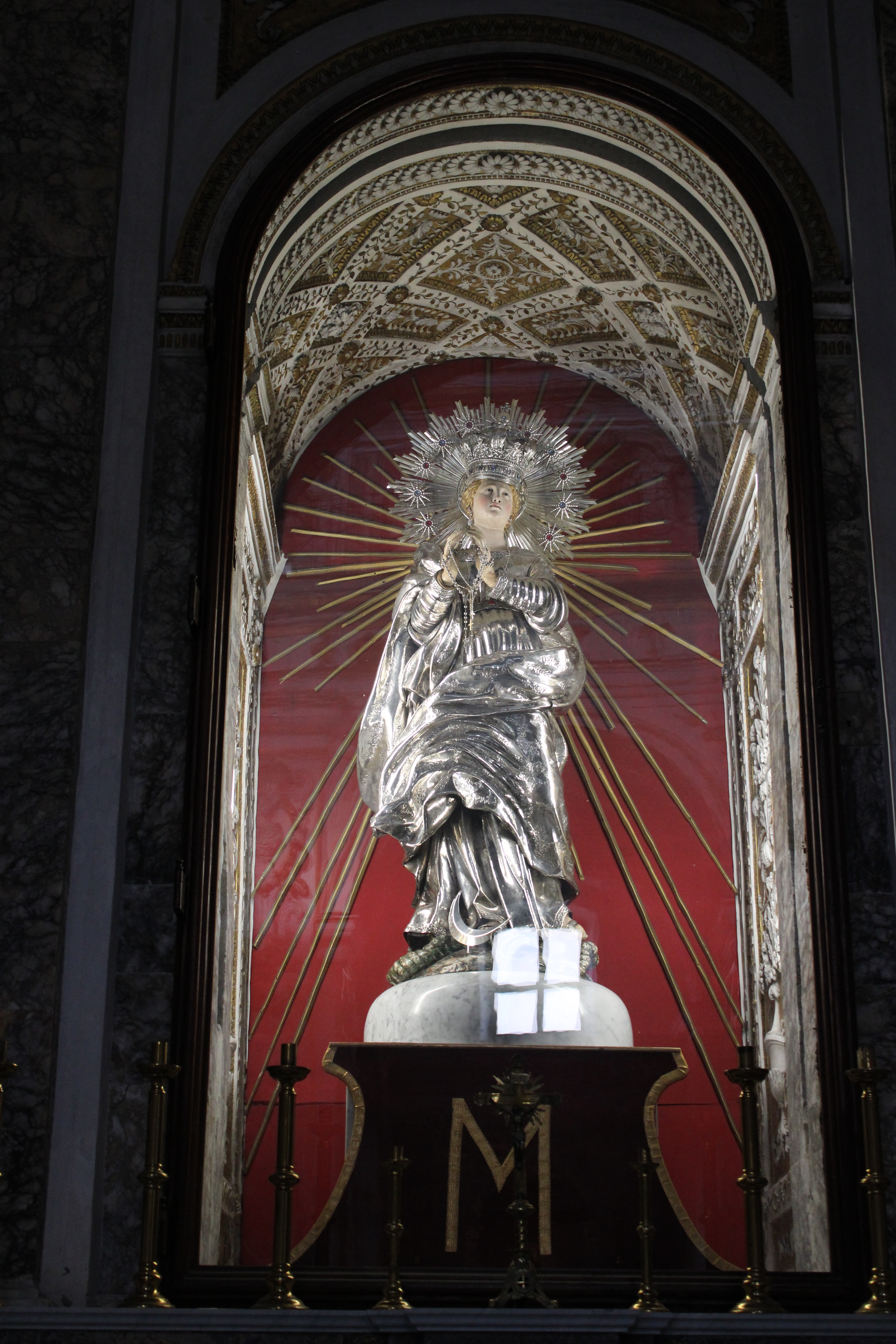
Statue de l'Immaculée Conception.